# Ploms del Sacromonte
Els Ploms del Sacromonte o Llibres plumbis són una de les més famoses falsificacions històriques. Materialment consisteixen en 22 planxes circulars de plom d'uns 10 cm gravades amb dibuixos indesxifrables i textos en llatí i en estranys caràcters àrabs, que hom va anomenar «salomònics». Van ser interpretats com el cinquè evangeli, que hauria estat revelat per la Verge en àrab per ser divulgat a Espanya.
Suposadament van ser desenterrats juntament amb restes humanes en un raval del Sacromonte (llavors anomenada muntanya Valparaíso) de la ciutat de Granada entre 1595 i 1599. També se'ls associen les troballes de Torre Turpiana, al centre de la mateixa ciutat, produïts amb anterioritat, el 1588, quan s'haurien trobat també ossos dins d'una caixa metàl·lica que contenia a més un pergamí (també poliglot) i una imatge de la Verge, que parlaven del màrtir sant Cecili, un àrab cristià que hauria acompanyat Santiago el Major.
La crítica filològica i històrica semblen determinar que la impostura podria haver estat obra de moriscs d'alta posició social que intentaven conciliar el cristianisme amb l'islam en el període posterior a la rebel·lió de les Alpujarras. Ja en aquesta època, Luis Tribaldos de Toledo els va considerar falsificacions, però l'arquebisbe Castro y Quiñones va promoure en la seva època diferents traduccions que van augmentar la confusió fins que el 1682 van ser declarats falsos i herètics pel papa Innocenci XI, però sí que es va mantenir la validesa de les relíquies que van aparèixer al costat dels llibres; aquests van ser portats a Roma, on van romandre fins a l'any 2000, en què van ser retornats a Granada.